# Спрінг-Лейк (Юта)
Спрінг-Лейк (англ. Spring Lake) — переписна місцевість (CDP) в США, в окрузі Юта штату Юта. Населення — 528 осіб (2020).

## Географія
Спрінг-Лейк розташований за координатами 40°0′18″ пн. ш. 111°44′51″ зх. д. / 40.00500° пн. ш. 111.74750° зх. д. (40.005123, -111.747565).  За даними Бюро перепису населення США в 2010 році переписна місцевість мала площу 3,08 км², з яких 3,05 км² — суходіл та 0,03 км² — водойми. В 2017 році площа становила 2,92 км², з яких 2,90 км² — суходіл та 0,03 км² — водойми.

## Демографія
Згідно з переписом 2010 року, у переписній місцевості мешкало 458 осіб у 141 домогосподарстві у складі 124 родин. Густота населення становила 149 осіб/км².  Було 157 помешкань (51/км²).
Расовий склад населення:
| - 95,4 % — білих - 0,9 % — чорних або афроамериканців - 0,2 % — вихідців з тихоокеанських островів - 1,5 % — осіб інших рас |

До двох чи більше рас належало 2,0 %. Частка іспаномовних становила 4,6 % від усіх жителів.
За віковим діапазоном населення розподілялося таким чином: 33,0 % — особи молодші 18 років, 53,7 % — особи у віці 18—64 років, 13,3 % — особи у віці 65 років та старші. Медіана віку мешканця становила 36,0 року. На 100 осіб жіночої статі у переписній місцевості припадало 98,3 чоловіків;  на 100 жінок у віці від 18 років та старших — 99,4 чоловіків також старших 18 років.
За межею бідності перебувало 20,4 % осіб, у тому числі 26,3 % дітей у віці до 18 років та 0,0 % осіб у віці 65 років та старших.
Цивільне працевлаштоване населення становило 131 особа. Основні галузі зайнятості: виробництво — 29,0 %, освіта, охорона здоров'я та соціальна допомога — 22,1 %, мистецтво, розваги та відпочинок — 18,3 %.